# ボージュプリー語
ボージュプリー語（ボージュプリーご、भोजपुरी、[ˌboʊdʒˈpʊəri]）はインドで話されている言語の1つ。インド北東部のビハール州、ウッタル・プラデーシュ州、また南部ネパール、ガイアナ、フィジー、モーリシャス、スリナム、シンガポール、トリニダード・トバゴなどにも話者がいる。
ボージュプリーはボージュプルという単語と関係している。ボージュプル語とも呼ぶ。
ただしトリニダード・トバゴのポージュプリー語は代を経るごとに衰退しており、英語からの借用語も急速に増大しているとされる。この言語の絶滅を危惧する研究者も存在している。

## 言語名別称
- ボージュプル語
- ボジプル語
- ボジプリ語
- ボジュプル語
- ボジュプール語
- ボジュプリー語
- ボージプリー語
- ボージュプリ語
- ビハーリー語
- ビハール語
- Bajpuri
- Bhojapuri
- Bhozpuri
- Bihari
- Deswali
- Khotla
- Piscimas
- Hindusthani

## 方言
- Tharu (bho-tha)
- Bhojpuri Tharu (bho-bho)
- Madhesi (bho-mad)
- Southern Standard Bhojpuri (bho-sou)
- Domra (bho-dom)
- Musahari (bho-mus)
- Teli (bho-tel)
- Bojpury (bho-boj)
- Mauritian Bhojpuri (bho-mau)